# ジョン・キャンディの 迷探偵ハリーにまかせろ?!
『ジョン・キャンディの 迷探偵ハリーにまかせろ?!』（原題：Who's Harry Crumb?）は、1989年制作のアメリカ合衆国のコメディ映画。ジョン・キャンディ主演兼・製作総指揮。日本では1990年3月21日公開。

## あらすじ
大富豪ダウニングの娘ジェニファーが誘拐された。
ダウニングから捜査を依頼された探偵社社長エリオットはかつての部下ハリーを呼び寄せ、この事件を担当させる。実はハリーは史上最大の大ドジ探偵で、大ミスを犯してしまったために田舎に左遷されていた。
だが、この誘拐事件には思いもよらない真相があった。実はこの誘拐事件は、エリオットがダウニングの後妻ヘレンの気を引こうと仕組んだものだったのだ。
そんな事を知る由もないハリーは、汚名返上とばかりに懸命に事件解決に奔走する。

## キャスト
- ハリー：ジョン・キャンディ
- エリオット：ジェフリー・ジョーンズ
- ヘレン・ダウニング：アニー・ポッツ
- ヴィンス：ティム・トマーソン
- P・J・ダウニング：バリー・コービン
- ニッキー・ダウニング：ショウニー・スミス
- ジェニファー・ダウニング：レニー・コールマン
- ケイシー：ヴァルリ・ブロムフィールド
- バスの中の男：ジェームズ・ベルーシ（クレジットなし）